# IC 367
IC 367 ist eine linsenförmige Galaxie vom Hubble-Typ E/S0 im Sternbild Eridanus am Südsternhimmel. Sie ist schätzungsweise 219 Mio. Lichtjahre von der Milchstraße entfernt und hat einen Durchmesser von etwa 150.000 Lj.
Entdeckt wurde das Objekt am 7. Dezember 1891 vom französischen Astronomen Stéphane Javelle.